# Praedora plagiata
Praedora plagiata es una especie de polilla de la familia Sphingidae. Se distribuye en las sabanas de Zimbabue, República Democrática del Congo, Zambia y Tanzania.

## Descripción
El lado superior del ala delantera es de color gris con un leve tono rosáceo. Tiene un gran parche discal de color marrón-negruzco, así como tres líneas subbasales marones, mal definidas y antemedianas, una línea discal difusa, distal a la parche oscura. La parte inferior de las dos alas es de color marrón canela amarillento, con tres líneas discales paralelas muy difusas. El lado superior de las alas posteriores es marrón grisáceo, más pálido en la base y sin marcas. La franja es de color blanco con manchas de color café. Sus alas anteriores miden entre 24 a 29 mm de longitud. 